# Dunstanoides
Genre
Synonymes
- Dunstania Forster & Wilton, 1973 nec Tillyard, 1916

Dunstanoides est un genre d'araignées aranéomorphes de la famille des Desidae.

## Distribution
Les espèces de ce genre sont endémiques de Nouvelle-Zélande.

## Liste des espèces
Selon World Spider Catalog (version 20.0, 24/05/2019) :
- Dunstanoides angustiae (Marples, 1959)
- Dunstanoides hesperis (Forster & Wilton, 1973)
- Dunstanoides hinawa (Forster & Wilton, 1973)
- Dunstanoides hova (Forster & Wilton, 1973)
- Dunstanoides kochi (Forster & Wilton, 1973)
- Dunstanoides mirus (Forster & Wilton, 1973)
- Dunstanoides montanus (Forster & Wilton, 1973)
- Dunstanoides nuntius (Marples, 1959)
- Dunstanoides salmoni (Forster & Wilton, 1973)

## Publications originales
- Platnick, 1989 : Advances in Spider Taxonomy 1981-1987: A Supplement to Brignoli's A Catalogue of the Araneae described between 1940 and 1981. Manchester University Press, p. 1-673.
- Forster & Wilton, 1973 : The spiders of New Zealand. Part IV. Otago Museum Bulletin, vol. 4, p. 1-309.